# Norchia

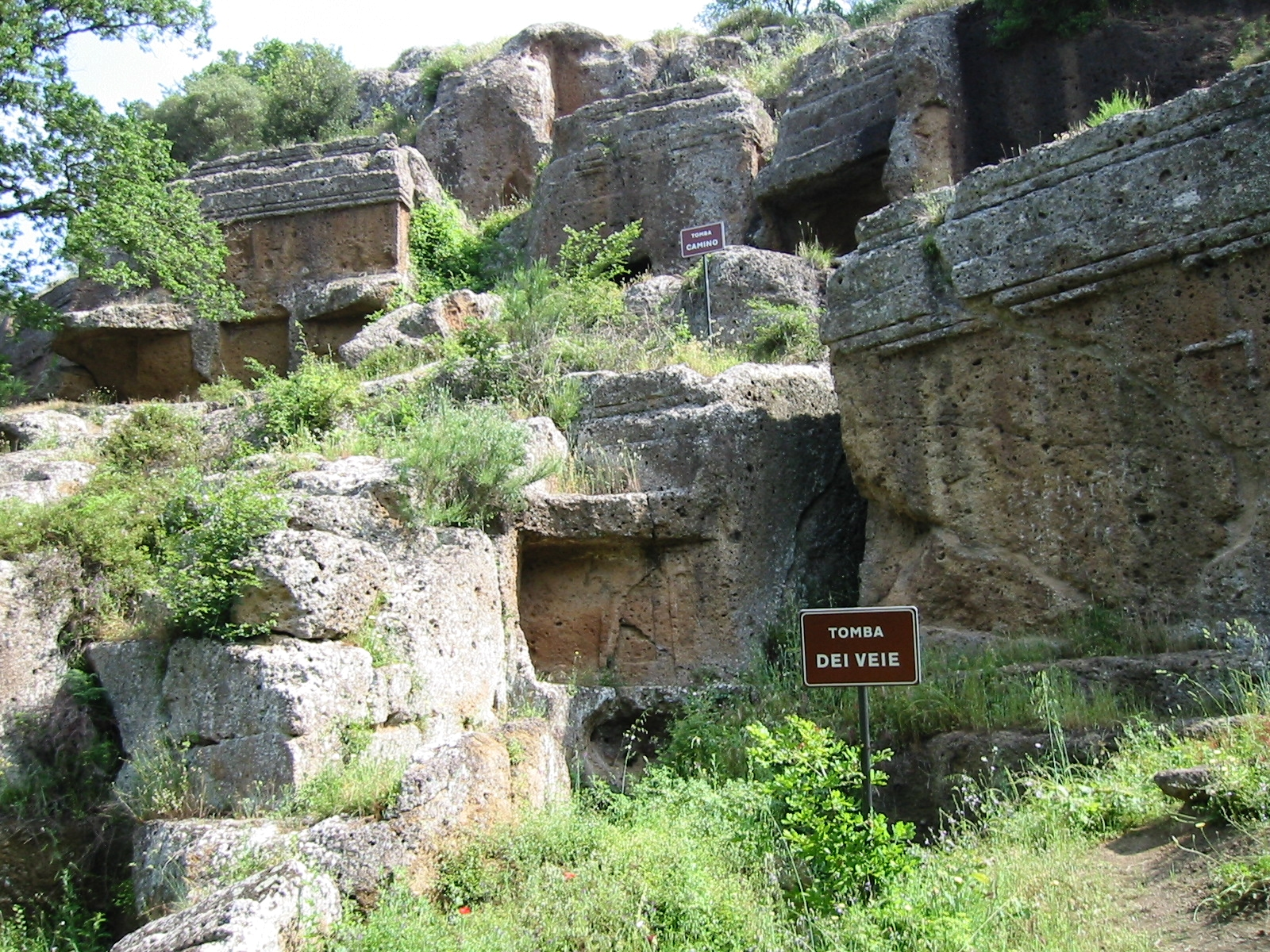
Grabanlagen in Norchia

Norchia ist eine etruskische Nekropole in der italienischen Provinz Viterbo. Die Etrusker nannten den Ort Norcha. Möglicherweise handelt es sich um das antike Orclae. Seit der Bronzezeit besiedelt erreichte die Siedlung ihren Höhepunkt zwischen dem vierten und dem zweiten vorchristlichen Jahrhundert. Die Gräber aus Tuffstein haben vor allem Würfel- oder Halbwürfelform.
Norchia liegt zwar im Gebiet der Stadt Viterbo, ist aber nur über Vetralla erreichbar. Von der Via Aurelia (SS 1 bis) zwischen Vetralla und Monte Romano erreicht man die Nekropole über eine ausgeschilderte Abzweigung.